# Puente de Ricovanca
El puente de Ricovanca es un pequeño puente de origen romano que atraviesa el río Verdugo, en la localidad gallega de Ricovanca, en la parroquia de Girazga (Beariz). Está construido mediante losas de piedra. El puente ha sido reconstruido en diversas ocasiones.

## Descripción
Se trata de una estructura de 14 metros de largo por 1,8 de ancho, formada por tres pilastras que terminan de forma rudimentaria, sobre todo por la parte occidental del puente.  Éstas tienen una anchura de 1 metro con veinte centímetros, aproximadamente.
A la izquierda del puente podemos encontrar el molino hidráulico de Ricovanca, un molino lo que explica la construcción del puente. Actualmente este molino se mantiene intacto exceptuando del techo, en el que fue restaurado con nuevas losas.